# Stuart Lewis-Evans
Stuart Nigel Lewis-Evans (Luton, Engleska, 20. travnja, 1930. – East Grinstead, Engleska, 25. listopada 1958.) je bivši britanski vozač automobilističkih utrka.

## Rezultati u Formuli 1
| Sezona | Momčad                                         | Šasija                   | Motor                              | Utrke | Pobjede | Podiji | Bodovi | Plasman |
| ------ | ---------------------------------------------- | ------------------------ | ---------------------------------- | ----- | ------- | ------ | ------ | ------- |
| 1957.  | Connaught Engineering Vandervell Products Ltd. | Connaught Type B Vanwall | Alta Straight-4 Vanwall Straight-4 | 6     | 0       | 0      | 5      | 12.     |
| 1958.  | Vandervell Products Ltd.                       | Vanwall                  | Vanwall Straight-4                 | 8     | 0       | 2      | 11     | 9.      |

## Vanjske poveznice
- Lewis-Evans na racing-reference.info